# Споменик природе Четири храстова стабла на два корена у Лозицама
Споменик природе „Четири храстова стабла на два корена у Лозицама“, насељеном месту на територији општине Клина, на Косову и Метохији, представља споменик природе од 1985. године. Храстова стабла се налазе на месту „Арат нен шпи“ у селу Лозице.

## Решење - акт о оснивању
Решење о стављању под заштиту четири храстова стабла на два корена у Лозицама бр. 01-352-6 - СО Клина. Службени лист САПК бр. 17/85.